# Манычстрой
Манычстро́й — посёлок в Сальском районе Ростовской области.
Входит в состав Будённовского сельского поселения.

## География
Поселок Манычстрой находится на реке Маныч (Пролетарское водохранилище). Через поселок Манычстрой проходит автодорога регионального значения Котельниково — Сальск — Песчанокопское.
У поселка Манычстрой находится Пролетарский гидроузел.

### Улицы
| - ул. 40 лет Победы, - ул. Береговая, - ул. Вокзальная, - ул. Дубрава, - ул. Железнодорожная, - ул. Лесная, - ул. Магистральная, | - ул. Мирная, - ул. Нефтяников, - ул. Промышленная, - ул. Речная, - ул. Северная, - ул. Степная, - ул. Театральная. |

## История
В годы Великой Отечественной войны после многокилометрового марша, 24-й пограничный полк оборонял Сальский район. Фронт обороны растянулся до 100 километров от реки Маныч. Немцы не смогли взять в кольцо войска Южного фронта севернее Дона и задумали окружить и уничтожить войска между Доном и Кубанью. Пограничники отражали наступление врага. У села Екатериновка наш полк вел бой в течение трех часов, выходя из окружения. В бою было уничтожено около 200 немецких солдат и офицеров, 3 танкетки, 2 машины, 3 пулемета и др.
На Манычских рубежах полк вел бои с превосходящими по численности войсками, удерживал переправу и железнодорожный мост. 30-31 июля 1942 года немцы сосредоточили в районе железнодорожного моста около 150 танков и бронемашин, более 50 машин с пехотой. Советские войска обстреливались авиацией из девяти бомбардировщиков и двух истребителей.
Две недели 24-й пограничный сдерживал наступление врага. После выполнения задачи пол отошел и влился в состав 2-й гвардейской дивизии. За проявленную доблесть 24-й пограничный полк был награждён орденом Красного Знамени.
В честь пограничников полка жители города создали Курган Бессмертия. На кургане был сооружен обелиск Славы. На обелиске написано: «Вечно будет жить в памяти сальчан подвиг пограничников 24-го полка».
В послевоенное время на реке Маныч (на левом берегу) была построена гидроэлектростанция для обеспечения нужд части колхозов и совхозов Сальского района (в конце 60-х годов станция была законсервирована, а позже полностью ликвидирована).
В период строительства нефтепровода Самара (Куйбышев) — Тихорецк, в поселке Манычстрой была построена нефтеперекачивающая станция «Екатериновка», а также микрорайон для работников этой станции (двухэтажные многоквартирные дома).
Также, в поселке располагался санаторий «Сальская степь», пионерский лагерь в дубраве. Позже на их базе была организована Сальская туберкулезная больница «Дубки» (ныне Сальский филиал № 2 ГБУ РО «Противотуберкулезный клинический диспансер»).

## Население
| 2010 |
| ---- |
| 570  |

## Экономика
В посёлке Манычстрой расположены:
- нефтеперекачивающая станция ЛПДС «Екатериновка»[2];
- железнодорожный разъезд Маныч[3] на двухпутном электрифицированном участке Сальск — Котельниково Северо-Кавказской железной дороги. На разъезде Маныч останавливаются все поезда пригородного сообщения, а также некоторые пассажирские поезда дальнего следования.

## Социальная сфера
в поселке Манычстрой имеются:
- МБОУ основная общеобразовательная школа № 24
- МБОУ детский сад № 48 «Чайка»
- Сальский филиал № 2 ГБУ РО «Противотуберкулезный клинический диспансер»[4]

## Достопримечательности
- Мемориал «Они стояли насмерть» посвящен воинам 24-го пограничного полка на реке Маныч, погибшим в июле — августе 1942 года. Мемориал находится на месте обороны села пограничниками 24-го Прутского ордена Богдана Хмельницкого пограничного полка на берегу реки Маныч рядом с автомобильной трассой «Ростов-Волгоград». Мемориал выполнен по проекту скульптора О. П. Голосова. В братской могиле похоронено 110 человек.

Мемориал был открыт в 1974 году. Он представляет собой стелу на площадке искусственного холма. К основанию стелы проложены бетонные ступени. Около стелы было установлено одиннадцать мемориальных плит с именами погибших воинов. На стеле выполнено рельефное изображение на бетоне, представляющее собой многофигурную композицию в виде барельефа с изображениями воинов. На территории у памятника уложена плитка.